# Bücknitzer Heide

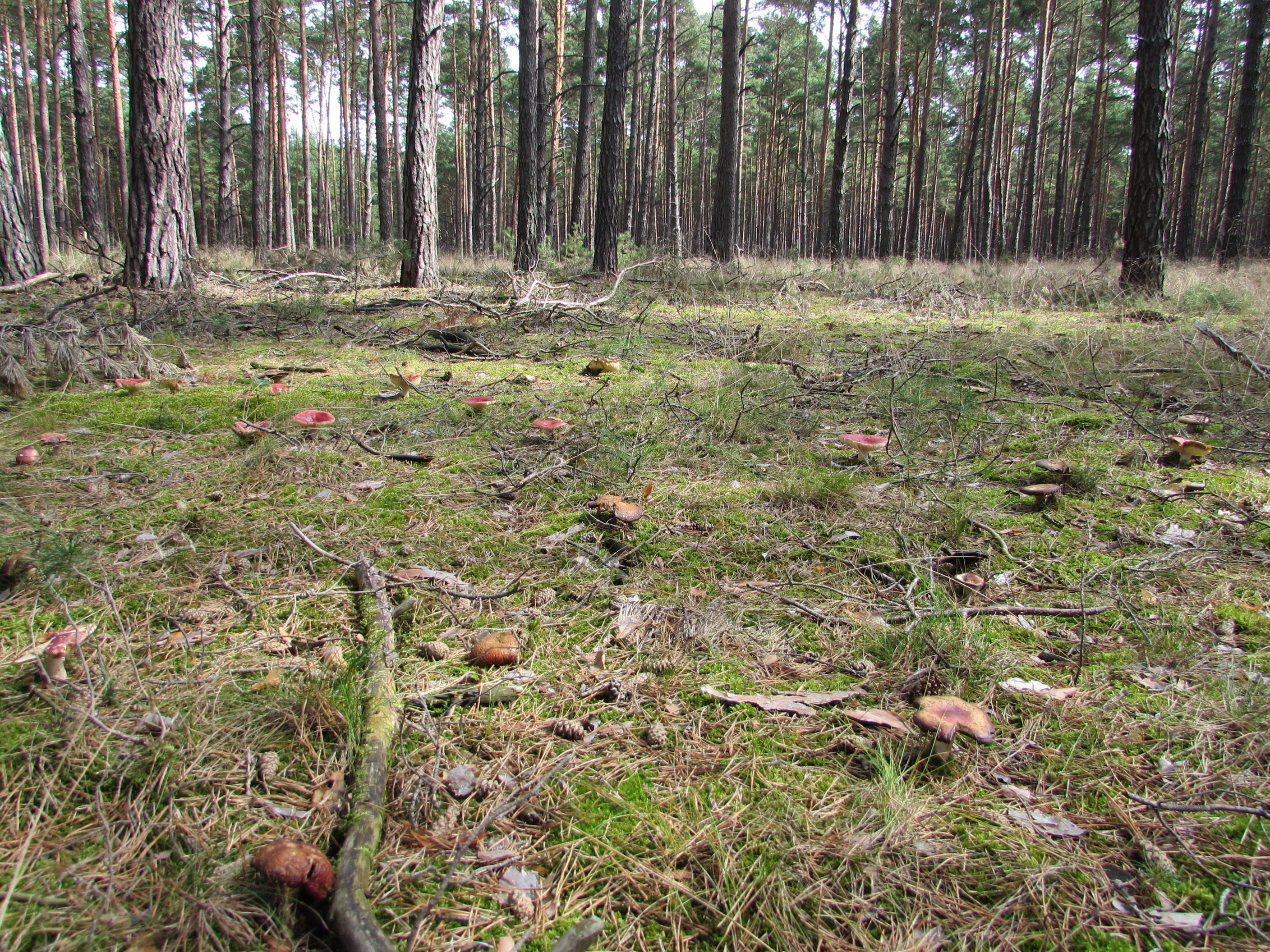
Bücknitzer Heide

Die Bücknitzer Heide ist ein Waldgebiet im Westen des Landes Brandenburg nördlich der Stadt Ziesar. Sie entwickelte sich auf einem feinsandigen Schwemmkegel, der eiszeitlichen Ursprungs ist. Dieser Schwemmkegel wurde durch die Buckau beziehungsweise vorbestehende Flüsse am südlichen Rand des Baruther Urstromtals aufgespült. So bildet die Bücknitzer Heide den Übergang zwischen dem tieferliegenden Feuchtgebiet Fiener Bruch, welches nördlich der Bücknitzer Heide durch diese seine schmalste Ausdehnung erfährt, und dem höher liegenden Vorfläming im Süden. Namensgebend für die Heide war das Dorf Bücknitz am südlichen Rand. Der Forst ist vorrangig mit Kiefernmonokulturen bestückt. Im Landschaftsrahmenplan des Landkreises Potsdam-Mittelmark ist die Bücknitzer Heide ein Entwicklungsschwerpunkt für den Erhalt und die Aufwertung von Kiefernwäldern trockenwarmer Standorte. Die Bücknitzer Heide wird von der Landesstraße 96 vom Fiener Damm im Norden nach Süden nach Ziesar gequert.